# 周城古戏台
周城古戏台位于云南省大理白族自治州大理市喜洲镇周城村，始建于清光绪二十一年（1895年），坐东向西，面对龙泉寺，前有30×30米的广场，和两棵直径2米的大青树。戏台高2米，宽9米，深5.5米。1985年9月20日，周城古戏台公布为第一批大理市文物保护单位。